# ديريك ويليامس
ديريك ويليامس (بالإنجليزية: Derrick Williams) (17 يناير 1993 بهامبورغ في ألمانيا - ) هو لاعب كرة قدم أيرلندي في مركز الدفاع. شارك مع منتخب جمهورية أيرلندا تحت 20 سنة لكرة القدم ومنتخب جمهورية أيرلندا تحت 21 سنة لكرة القدم. أما مع النوادي، فقد لعب مع أستون فيلا ونادي بريستول سيتي.

## وصلات خارجية
- ديريك ويليامس على موقع الاتحاد الأوربي (الإنجليزية)
- ديريك ويليامس على موقع الدوري الأمريكي (الإنجليزية)
- ديريك ويليامس على موقع قاعدة بيانات كرة القدم.إي يو (الإنجليزية)
- ديريك ويليامس على موقع Soccerbase.com (لاعب) (الإنجليزية)
- ديريك ويليامس على موقع Soccerway.com (الإنجليزية)
- ديريك ويليامس على موقع عالم كرة القدم.نت (الإنجليزية)
- ديريك ويليامس على موقع AS.com (الإسبانية)